# Edit Urbán
Edit Urbán (Boedapest, 27 maart 1961) is een Hongaars tafeltennisspeelster. Zij werd samen met haar landgenote Csilla Bátorfi in Parijs 1988 Europees kampioen in het dubbelspel voor vrouwen. Daarnaast won ze met de nationale vrouwenploeg de Europese titel in het landentoernooi van zowel Boedapest 1982, Praag 1986 als dat van Göteborg 1990.

## Sportieve loopbaan
Urbán kwam tussen 1979 en 1991 uit op zes wereldkampioenschappen. Haar hoogtepunt daarop was de bronzen medaille die ze met de Hongaarse vrouwenploeg won in het landentoernooi in New Delhi 1987, achter China en Zuid-Korea. In het enkelspel kwam ze nooit verder dan de laatste zestien (ook in 1987), net zomin als in het dubbelspel (1981, 1983, 1987 en 1989).
Urbáns deelnames aan vijf Europese kampioenschappen leverden haar daarentegen op vier daarvan een titel op. Naast drie eindzeges met de nationale ploeg, was één daarvan in het vrouwendubbel. In de EK finale van 1998 versloeg ze samen met Bátorfi titelverdedigsters Fliura Bulatova en Jelena Kovtun. Ook op de Europese Top-12 won Urbán een medaille, zij het niet in de kleur die ze hoopte bij het ingaan van de finale. Daarin moest ze het in 1987 juist opnemen tégen Bátorfi, die zo haar eerste van uiteindelijk drie toernooizeges behaalde. Urbán plaatste zich eerder in 1984, 1985 en 1986 en ook nog in 1988 en 1989 voor Europese Top-12 toernooien, maar bij een medaille kwam ze daarop verder nooit in de buurt.
Urbán vertegenwoordigde Hongarije op de Olympische Zomerspelen 1988 in zowel het enkel- als het dubbelspel. In het individuele toernooi was de ronde van de laatste zestien haar eindstation. In het dubbelspel werd ze samen met Bátorfi achtste.